# Вик, Бьярте Энген
Бьярте Энген Вик (норв. Bjarte Engen Vik; 3 марта 1971, Тромсё) — норвежский двоеборец, двукратный олимпийский чемпион, пятикратный чемпион мира, двукратный победитель Кубка мира по двоеборью.

## Карьера
Дебютировал в Кубке мира 16 декабря 1990 года в Тронхейме, где занял 42-е место в гонке по системе Гундерсена. Через месяц в Бад-Гойзерне набрал первые очки, заняв 12-е место в аналогичной гонке. Лучшим результатом следующего сезона для норвежца стало восьмое место на одном из этапов, что не позволило войти ему в состав сборной Норвегии на Олимпийские игры в Альбервилле.
5 декабря 1992 года в Вуокатти занял третье место, покорив свой первый подиум в карьере. В конце того же сезона Вик дебютировал на чемпионатах мира, но в Фалуне не выиграл медалей, став лишь четвёртым в индивидуальной гонке.
Первый крупный успех пришёл к Вику на домашней Олимпиаде в Лиллехаммере. В командных состязаниях скандинавы заняли второе место, уступив японцам чуть менее пяти минут, а в личном первенстве Вик завоевал бронзовую медаль, уступив 0.8с японцу Таканори Коно в борьбе за серебряную медаль. Кубок мира 1993/94 норвежец завершил на четвёртой позиции.
В постолимпийском сезоне Вик выступал очень ровно и занял второе место в общем зачете, уступив только Кэндзи Огиваре, а на чемпионате мира выиграл свою первую медаль. Как и на Олимпиаде это было серебро командного первенства. В следующем сезоне норвежец стал четвёртым в общем зачете, но зато одержал свою первую победу, выиграв в конце сезона Лахтинские игры.
В сезонах 1997/98 и 1998/99 норвежец доминировал в Кубке мира, дважды его выиграв, попутно одержав 14 побед на различных этапах мирового кубка. В 1997 году он впервые стал чемпионом мира, выиграв эстафету. На Олимпиаде в Нагано Вик стал главным героем соревнований, став абсолютным чемпионом. В командных состязаниях норвежцы были третьими после прыжковой части, но в лыжных гонках им не было равных и они опередили сборную Финляндии больше чем на минуту. В индивидуальных состязаниях норвежец также доминировал — он выиграл прыжковую фазу, после чего успешно защитил свою преимущество над своим главным преследователем Самппой Лаюненом. На следующем после Олимпиаде чемпионате мира Вик вновь выиграл два золота — на этот раз в спринте и в индивидуальной гонке, а вот в эстафете норвежцы уступили финнам.
Из 18 стартов сезона 1999/200 норвежец выиграл пять, но его соперник — Самппа Лаюнен одержал 8 побед и опередил его в общем зачете на 45 очков. В следующем сезоне Вик стал третьим в общем зачете, уступив австрийцу Готтвальду и немцу Аккерману. В Лахти, на чемпионате мира Вик вновь стал двукратным чемпионом мира. На этот раз он первенствовал в индивидуальной гонке и в эстафете, а в спринте показал девятое место. После окончания этого сезона завершил карьеру.
За 11 лет карьеры Бьярте Энген Вик выиграл 26 этапов Кубка мира. Это пятое место в истории после Ханну Маннинена (48), Эрика Френцеля (43), Ронни Аккермана (28) и Ярла Магнуса Риибера (27).